# صموئيل جاكوب جاكسون
صموئيل جاكوب جاكسون هو سياسي كندي، ولد في 18 فبراير 1848، وتوفي في 29 مايو 1942. حزبياً، نشط في الحزب الليبرالي الكندي. وقد انتخب عضو مجلس العموم الكندي.